# Chapelle Notre-Dame-de-Badones
La chapelle Notre-Dame de Badones, aussi appelée chapelle Saint-Jean de Badones, est un ancien édifice religieux situé au bord du chemin de Badones, petite route qui reliait l'est de la ville de Béziers au village de Bessan, dans le département français de l'Hérault et la région Occitanie.
Édifiée en 1690, elle est aujourd'hui en ruines et n'appartient plus à l'Église catholique.

## Histoire
La première chapelle de style roman est construite durant le Moyen Âge puis et est démolie pendant les Guerres de religion qui ébranlent le Royaume de France dans la seconde moitié du XVIe siècle.
La seconde chapelle, appelée également Sainte-Marie de Badones, est elle de style gothique et construite au début du XVIIe siècle, à un emplacement proche de la première chapelle dont il ne reste que de rares vestiges. Après sa construction, elle a subi entre 1669 et 1687 une série de trois travaux : les deux premiers terminés le 7 juillet 1669 concernent les portes et la toiture alors que le dernier effectué le 25 juillet 1687 concerne la gypserie de la chapelle. Elle est finalement achevée en 1690.
La chapelle a servi de repère à Jean Pomarèdes, la canaille de Caux autour de 1840. Elle aurait été reliée à un trou où il se cachait.

## Architecture
De style gothique, la chapelle Notre-Dame de Badones, de plan rectangulaire, se subdivise en trois travées, dont la dernière correspond au chevet. À ce dernier, se trouve accolée une pièce dont la destination devait être une sacristie. La nef comprise par les deux premières travées, est coupée du chevet par un magnifique arc doubleau brisé. Chacune de ces travées était formée à l'origine, par une croisée d'ogive faite en briquettes, que malheureusement l'état très dégradé de la chapelle ne permet plus d'admirer.
La chapelle comprend en tout cinq fenêtres en ogive, permettant un très bon rayonnement de la lumière vers l'intérieur de l'édifice. Elle peut, de plus, s'enorgueillir du fait d'être la seule chapelle du Biterrois, à posséder une rosace d'une aussi exceptionnelle beauté, rosace ayant la particularité d'être pleine. L'originalité de Sainte Marie de Badones est d'avoir en son sein, une crypte désaxée par rapport à l'axe de symétrie passant par le portail d'entrée.
Cette crypte, couverte par une voûte en berceau plein cintre, et de dimensions (3,00 m × 2,00 m) semble être romane et aurait donc fait partie de la première chapelle. On notera que des traces d'incendie sont encore visibles sur la voûte. À l'extérieur, le peu de vestige encore en place du premier culte, se réduit sous la forme d'un mur périphérique de l'ancienne chapelle avec son contrefort.
La présence d'une fosse ou d'une tombe (2,06 m × 0,75 m) à proximité de ce mur, laisse penser qu'il y ait eu une nécropole. II existe encore en surface une pierre tombale, non en place, en calcaire coquillier, avec texte gravé en latin portant une date (1776). Sa dimension est de 2,30 m par 1,00 m. Enfin, la façade d'entrée est d'un aspect très soigné, contrairement aux autres façades de la chapelle.
Alors que les murs Nord, Est et Sud sont construits en moellons grossiers et en remplois de fragments de la première construction, le mur de façade d'entrée est réalisé dans un moyen appareil en pierre de taille. Cette façade, ainsi que l'intérieur de la chapelle témoignent d'un lieu de culte assez aisé. La façade Ouest est rehaussée d'un clocheton portant une croix en pierre, de type croix de Malte. De plus, elle possède à ses deux extrémités un pinacle.

## La chapelle, aujourd'hui
Aujourd'hui, il ne reste plus que les murs de la chapelle. Elle n'est plus que ruines, où en son sein poussent toutes sortes de végétations. Elle est désormais située sur une propriété privée et n'appartient donc plus par conséquent à la commune de Béziers ou à l'Église catholique. Elle est victime d'une lente agonie : sa situation géographique (à l'extérieur de la ville, proche d'une route peu fréquentée) et le coût onéreux empêchent toute reconstruction ou réhabilitation de cet édifice. La chapelle ne peut pas être visitée et une décharge sauvage pullule à ses portes.